# Brucepattersonius soricinus
Brucepattersonius soricinus är en art i familjen hamsterartade gnagare som förekommer i södra Brasilien.
Vuxna exemplar är 9,8 till 12,8 cm långa (huvud och bål), svanslängden är 8,2 till 9,9 cm och vikten varierar mellan 30 och 35 g. Djuret har 2,4 till 2,6 cm långa bakfötter och 1,5 till 1,8 cm stora öron. Håren som bildar ovansidans päls är gråa nära roten, orange till ockra i mitten och mörk till svart vid spetsen vad som ger ett mörkbrunt utseende. Dessutom är några helt svarta hår inblandade. Fram mot kroppssidorna blir pälsen ljusare och det saknas en tydlig gräns mot den gråa undersidan. Ett rödbrunt band på några hår på buken skapar ett rödaktigt inslag. Hakan och strupen är däremot helt gråa.
Arten lever i låglandet i de brasilianska delstaterna São Paulo och Paraná samt fram till Mantiqueirabergen. Där når gnagaren 2000 meter över havet. Utbredningsområdet är en mosaik av lövskogar och kulturlandskap. Individerna gräver ofta i lövskiktet.
Brucepattersonius soricinus äter främst insekter som kompletteras med några spindeldjur. Kanske ingår även svampar i födan.
Från arten är bara ett fåtal individer dokumenterade. IUCN listar den med kunskapsbrist (DD).